# Virtual private cloud
Virtual private cloud (VPC) ou nuvem privada virtual é uma demanda configurável de recursos compartilhados de computação alocados dentro de um ambiente de nuvem pública, fornecendo um certo nível de isolamento entre as diferentes organizações (denotado como usuários), utilizando os recursos. O isolamento entre um usuário VPC e todos os outros usuários da mesma nuvem (outros usuários VPC, bem como outros usuários da nuvem pública) é feito normalmente através da atribuição de uma sub-rede IP privada e um recurso de comunicação virtual (tal como uma VLAN ou um conjunto de canais de comunicação criptografada) por usuário.
Em uma VPC o mecanismo acima descrito para criar o isolamento dentro do cloud, é complementado com um serviço de VPN que garante a segurança do acesso remoto de um usuário aos seus próprios recursos através de um sistema de autenticação e criptografado.
Através de estes mecanismos de isolamento, a organização que utiliza o serviço fica trabalhando dentro de um cloud 'virtualmente privado' (ou seja, como se a infraestrutura não fosse compartilhada com outros usuários), por isso o nome VPC.
As VPC são usadas normalmente no contexto da Infraestrutura como serviço. Neste contexto, o fornecedor da infraestrutura (cloud) e o fornecedor do serviço de VPC acima dessa infraestrutura podem ser companhias diferentes.

## Implementações
Amazon Web Services lançou seu serviço en: Amazon Virtual Private Cloud no dia 26 de Agosto de 2009. Neste serviço é possível que os recursos en: Amazon Elastic Compute Cloud possam se conectar com outras redes através de uma rede privada virtual pelo protocolo IPsec.
No AWS, o VPC pode ser usado gratuitamente, porém o uso de VPNs é cobrado. Além disso existem algumas limitações na quantidade de recursos que poder ser garantidos.[carece de fontes?]
Google App Engine tem uma funcionalidade parecida através do seu produto Secure Data Connector lançado no dia 7 de Abril de 2009. Google parou de oferecer este serviço no dia 14 de Março de 2013 e não está aceitando novos usuários. O serviço deve continuar funcionando para os usuários atuais até (pelo menos) Abril de 2015.
HP oferece um serviço Empresarial de Cloud incluindo cloud privado, cloud gerenciado, e serviços de cloud público baseados no OpenStack.
Microsoft Azure oferece a possibilidade de criar uma VPC utilizando redes virtuais.
Cloud-Bricks.net é um exemplo de um fornecedor de Cloud Privado com Hardware Dedicado onde nenhum recurso é compartilhado com outros usuários.
FortyCloud é um exemplo de um VPC que é oferecido acima da infraestrutura de cloud público de um terceiro como  AWS EC2 e utilizando ambientes híbridos de múltiplos fornecedores.
Host Virtual é um fornecedor de infraestrutura como serviço que tem VPC como um dos seus recursos.
Existem também VPCs regionais como Cloud-A e  cloud.ca, Plataformas Canadenses de cloud privado virtual.